# A Florida Feud: or, Love in the Everglades
A Florida Feud: or, Love in the Everglades (o Florida Crackers) è un cortometraggio muto del 1909 diretto da Sidney Olcott.

## Trama
In Florida, Sue è innamorata del giovane Cordova, il figlio dell'acerrimo nemico della sua famiglia. I due giovani combattono per il loro amore, finendo alla fine per trionfare.

## Produzione
Il film fu prodotto dalla Kalem Company. Venne girato a Jacksonville, in Florida.

## Distribuzione
Distribuito dalla Kalem Company, il film - un cortometraggio di una bobina - uscì nelle sale cinematografiche statunitensi l'8 gennaio 1909.